# Jeu de mail

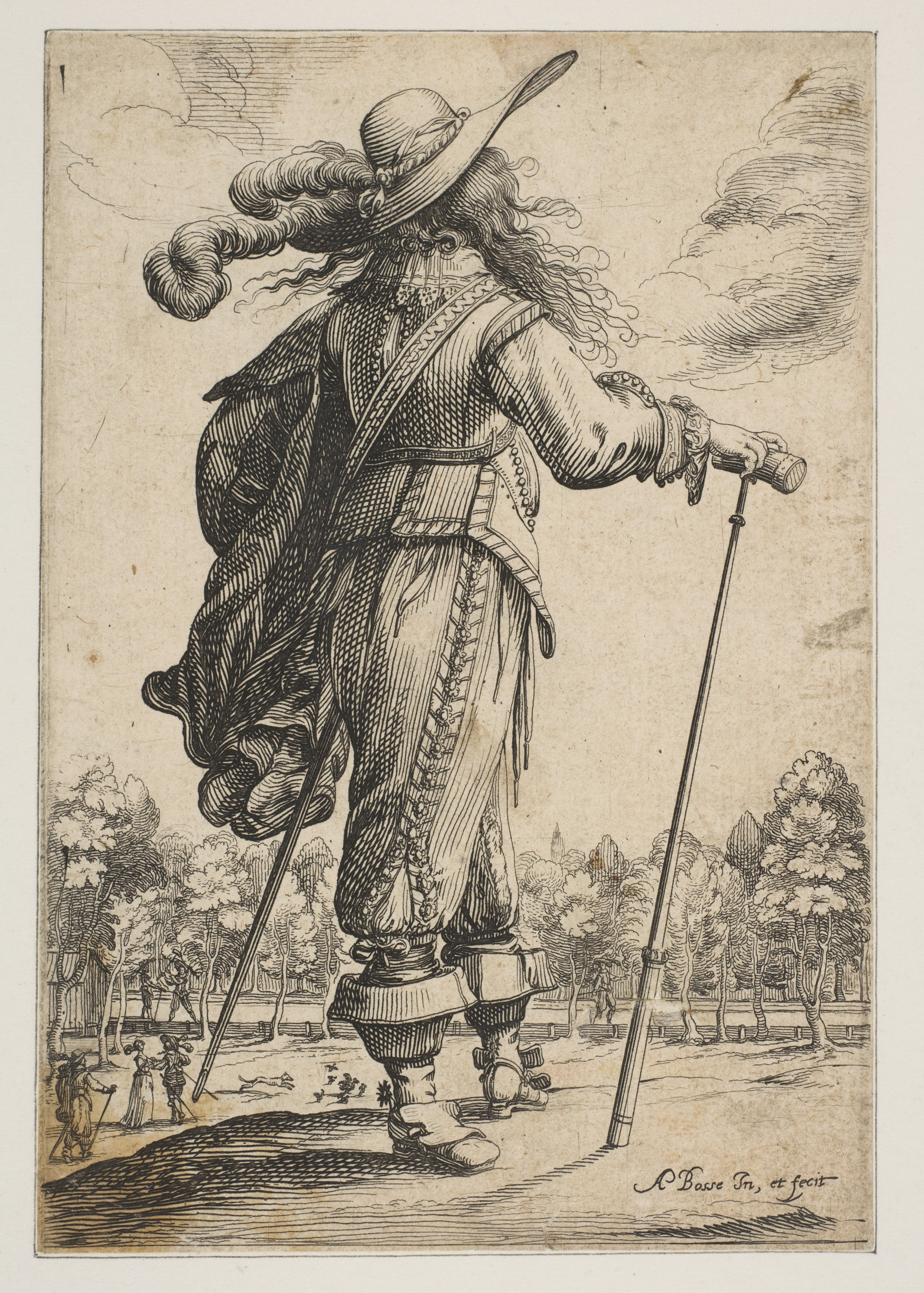
Un joueur de mail vu de dos, gravure de 1629.

Le jeu de mail ou pallemail est un ancien jeu sportif français très proche du croquet.

## Étymologie
Le mail s'est d'abord appelé palemail (pallemail, palmail, paille-maille, etc.), de l'italien pallamaglio, formé sur palla « boule » (ou « balle ») et maglio « maillet », du latin malleus. Ce n'est qu'après 1620-1640 qu'on rencontre la forme abrégée mail. L'italien, à son tour, sous l'influence du français, a dit maglio.

## Historique
La plus ancienne trace écrite liée au jeu de mail est un texte en latin datant de mars 1416. 
« Unus consociorum nominatus Raymundus cepit mailhetum ac billardum cum quo luserant, et volens ludere dedit ictum de dicto mailheto bolae et chuquae. »
— Jean-Jules Jusserand, éd. partielle dans Les Sports et jeux d'exercice dans l'ancienne France, 1901.
        
« Un des compagnons, nommé Raymond, prit un maillet ou billard avec lequel ils jouaient et, désireux de jouer à son tour, frappa un coup dudit maillet de balle et chouque. »

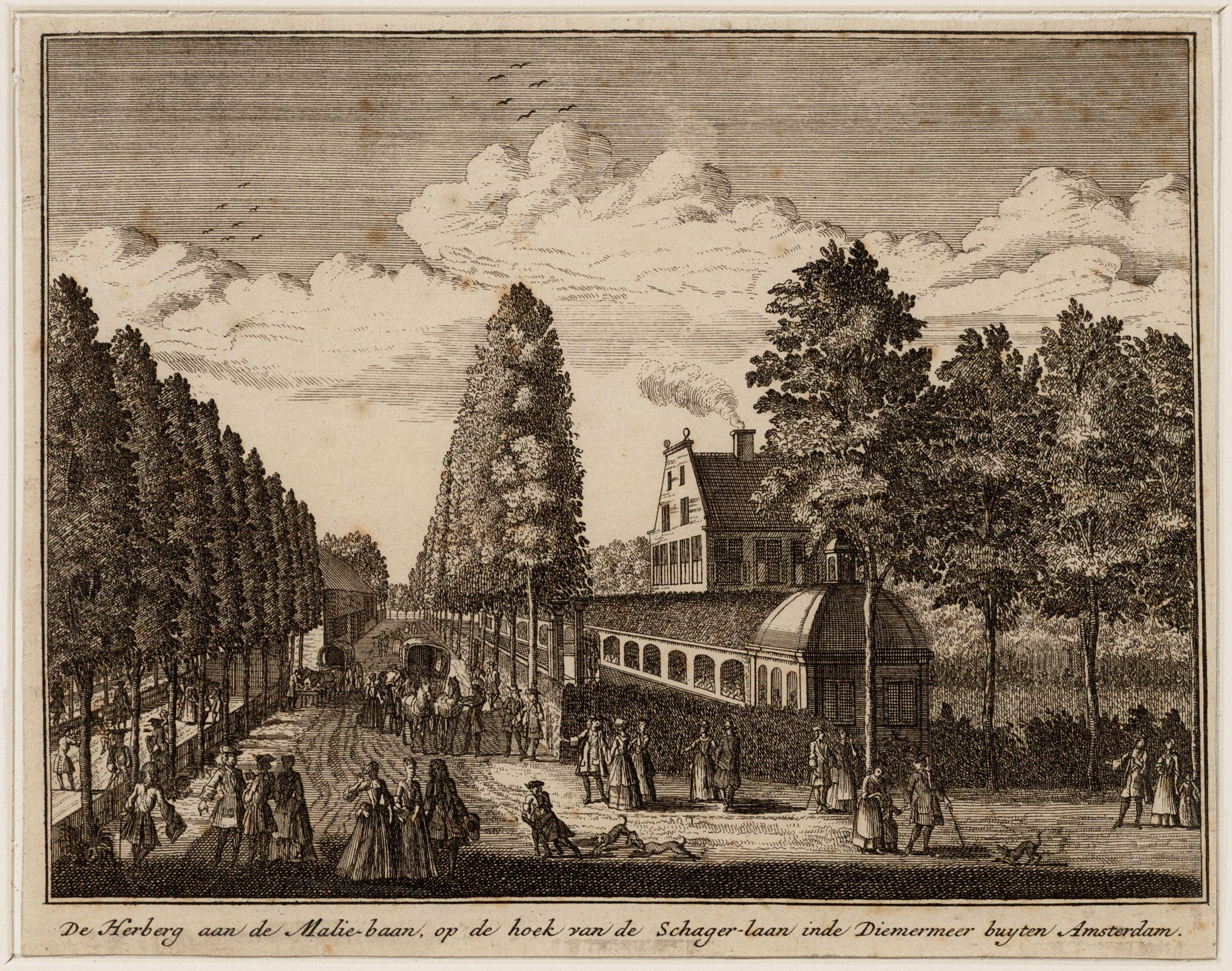
Le terrain du Maliebaan d'Utrecht vers 1725. On y pratiquait le mail depuis 1637.

Toutefois, il ne s'agit pas du mail proprement dit, mais d'un jeu affinitaire appelé chuqua, cité dans une lettre de rémission. Le pallemail n'est arrivé en France qu'au XVIe siècle, sans doute avec Catherine de Médicis.
Très pratiqué en France et en Italie dès la fin du Moyen Âge et à la Renaissance, le jeu atteint sous le nom de Pall Mall l'Angleterre au XVIIe siècle, époque à laquelle il est à son apogée en France plus précisément à bordeaux . Ce nom est dérivé probablement du terme français palemail ou paille-maille (le mail étant un maillet à long manche envoyant une balle sous un arceau de fer), autre nom donné au jeu en France aux XVIe et XVIIe siècles. Le terme mail provient quant à lui du latin malleus : marteau, maillet.
L'Écosse est touchée plus tôt que l'Angleterre:308. Cousin du golf, ancêtre du croquet et même lointain parent du billard, ce sport pouvait se pratiquer en individuel ou par équipes. Selon Brantôme, le roi de France Henri II était excellent en jeu de paume et au jeu de mail. Louis XIV, qui détestait la paume, raffolait en revanche du mail. Le terrain de jeu de mail du jardin des Tuileries fut même agrandi pendant son règne. Le jeu se pratiquait encore en France dans les régions de Montpellier au XIXe siècle, et à Aix-en-Provence avant la Première Guerre mondiale.

## Le jeu
Il existe quatre façons de jouer : rouët, partie, chicane ou grand coup.
- La chicane se joue dans les chemins et non dans une allée spéciale ; le vainqueur était, comme au golf, celui qui atteignait un objectif fixé à l'avance en moins de coups.
- Le grand coup consistait à frapper la boule le plus loin possible. Certains joueurs dépassaient la marque des 200 pas.
- Le rouët se joue avec plusieurs boules tandis que la partie se joue par équipes.

La boule est en bois dur, généralement en buis, mais les meilleures étaient celles en bois de néflier.
Les manches de mail sont souvent de micocoulier.

## Extraits
« Le 7 août 1698, (Louis XIV) venait de faire faire un mail à Marly, et Monseigneur en avait fait faire un à Meudon ; de sorte que ce fut une mode qui alla jusqu'à la fureur, et on ne vit plus que des gens de toutes espèces jouer au mail, grands et petits, jeunes et vieux, hommes et femmes. Il n'y eut personne qui ne s'en voulût mêler, parce que le Roi témoignait s'y affectionner, et qu'il y faisait même jouer la duchesse de Bourgogne et les dames de sa cour. Le fils de Cambray, maître d'hôtel du Roi, qui était page de la grande écurie, y reçut à Versailles un grand coup de mail par la tête, dont on crut qu'il mourrait; mais il s'en tira heureusement, tant les pages ont la tête dure. »

— Gabriel-Jules de Cosnac, Mémoires du marquis de Sourches.

« Le 19 octobre 1698, Monseigneur jouant au mail, et plusieurs personnes de qualité étant avec lui, les unes pour jouer et les autres pour lui faire leur cour, le marquis d'Alègre, qui était du nombre des derniers, reçut un coup d'une boule de lève poussée par le duc de Berwick, au-dessus de l'œil, de laquelle il fut fort blessé. »

— Gabriel-Jules de Cosnac, Mémoires du marquis de Sourches.

« Le 20 novembre 1698, on parla beaucoup de l'accident du marquis de Liancourt, lequel étant à Meudon avec Monseigneur, et jouant sur la grande terrasse à la chicane (C'est-à-dire au mail quand ce n'est pas dans un mail réglé.), sa boule alla frapper contre une barrière et revint lui donner auprès de l'œil droit, de sorte que, si elle l'avait frappé sur l'œil, elle le lui aurait crevé, et, si elle l'eût frappé à la tempe, elle l'aurait tué tout raide. On disait pourtant que ce ne serait rien, et cela se trouva véritable dans la suite. »

— Gabriel-Jules de Cosnac, Mémoires du marquis de Sourches.

« Le 25 juin 1706, comme le Roi voyait jouer au mail à son ordinaire et qu'une partie finissait, un des joueurs ayant tiré à la passe, la boule de fer fit un saut sur une pierre et, ayant passé entre les jambes de l'évêque de Metz, vint frapper la jambe de l'abbé de Dromesnil, aumônier du Roi, qui était derrière lui, et lui fit une blessure assez dangereuse, lui ayant même entamé une artère et ayant été jusqu'à la pellicule qui couvre l'os. »

— Gabriel-Jules de Cosnac, Mémoires du marquis de Sourches.

« Le 11 mai 1707, le Roi allant en calèche, avec les dames, voir jouer au mail dans ses jardins hauts (Il y avait à Marly un grand mail dans les jardins hauts et un petit mail dans les bosquets du jardin qui était de plain-pied au château.), il y mena aussi le prince de Vaudémont, qui était alors sur le pied d'un courtisan auquel on donnait toutes sortes de distinctions. »

— Gabriel-Jules de Cosnac, Mémoires du marquis de Sourches.

## Nouvelles règles pour le jeu de mail. Tant sur la manière d'y bien jouer, que pour décider les divers événements qui peuvent arriver à ce jeu

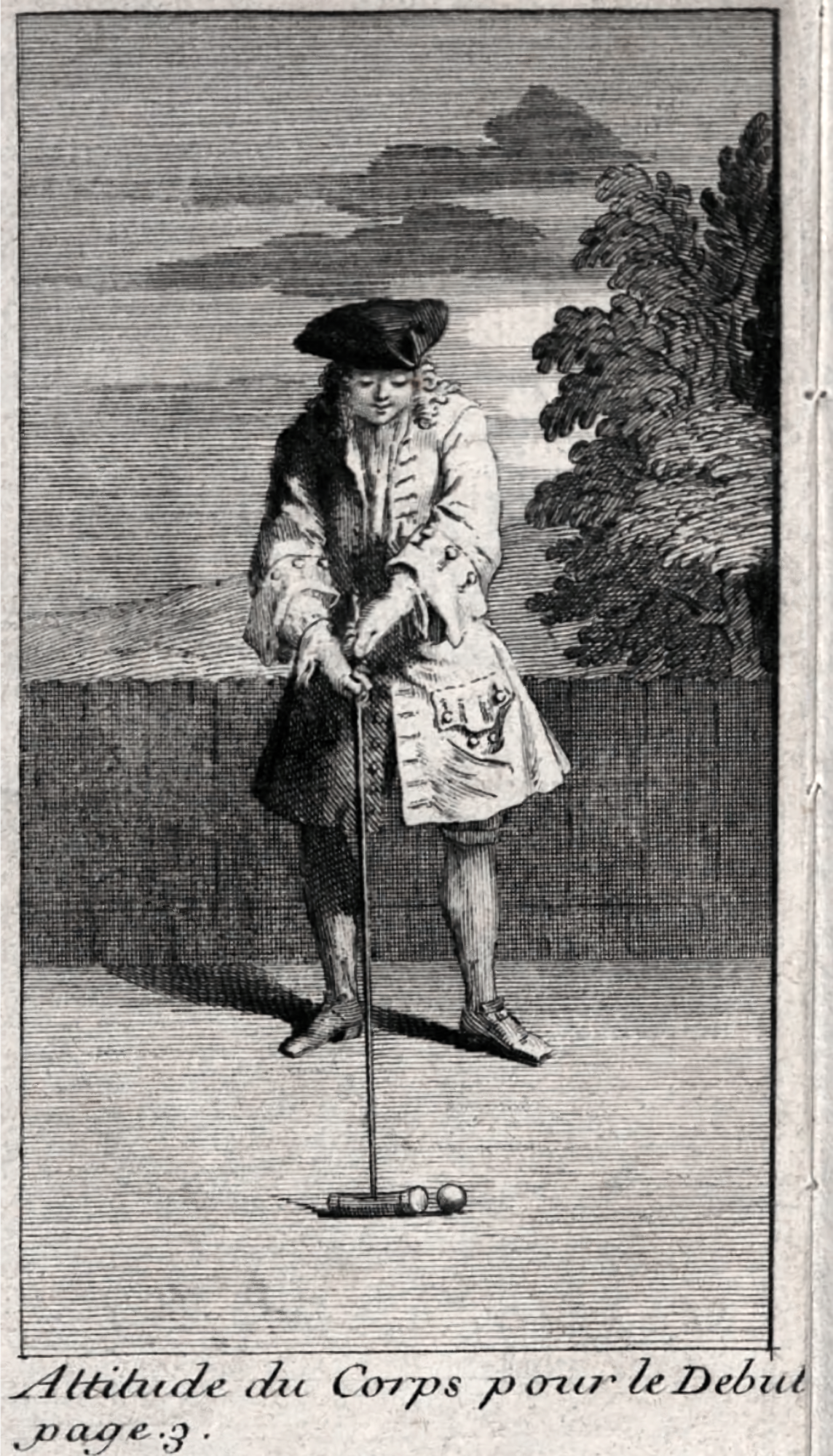
Attitude du corps pour le début
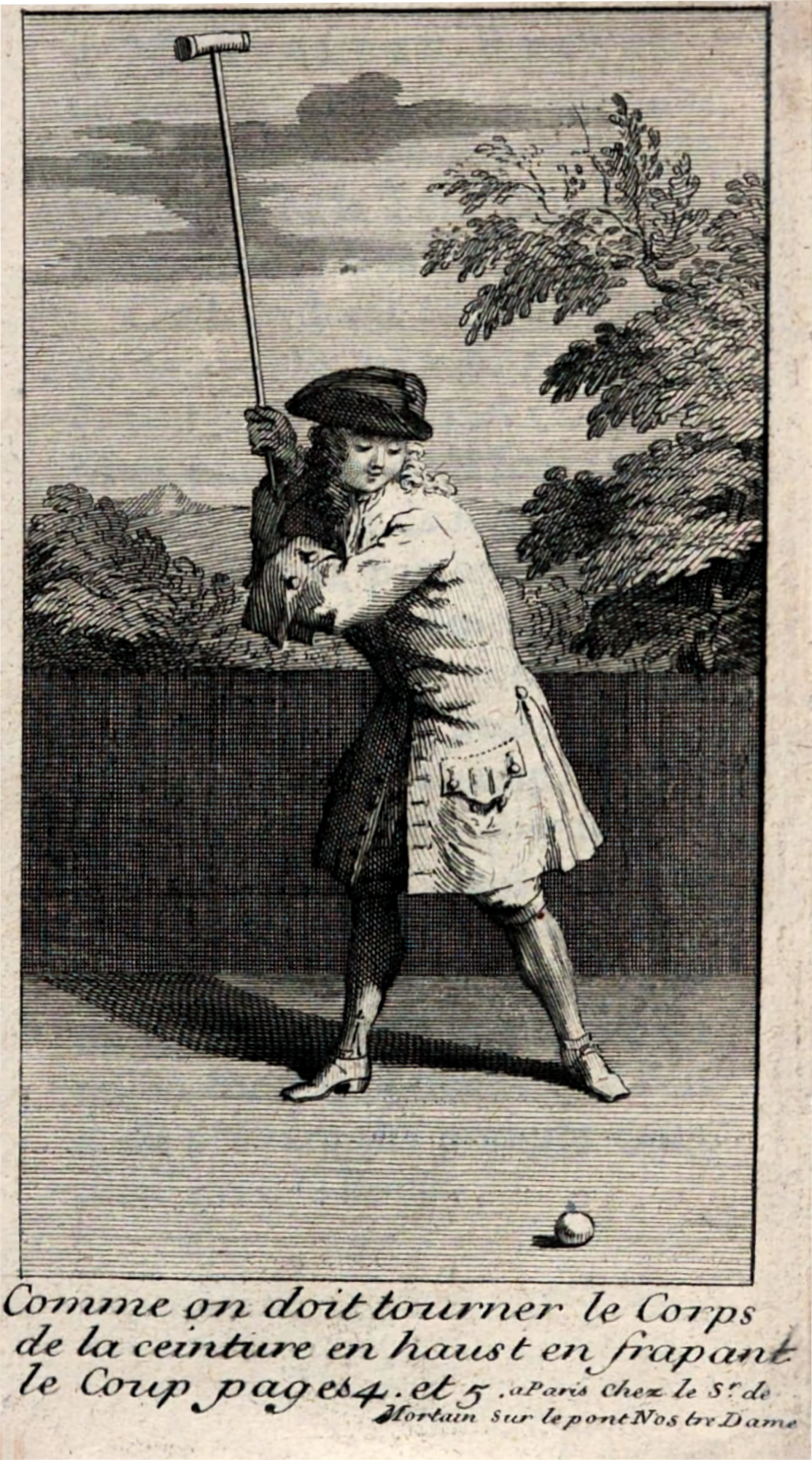
Comme on doit tourner le corps de la ceinture en haut en frappant le coup
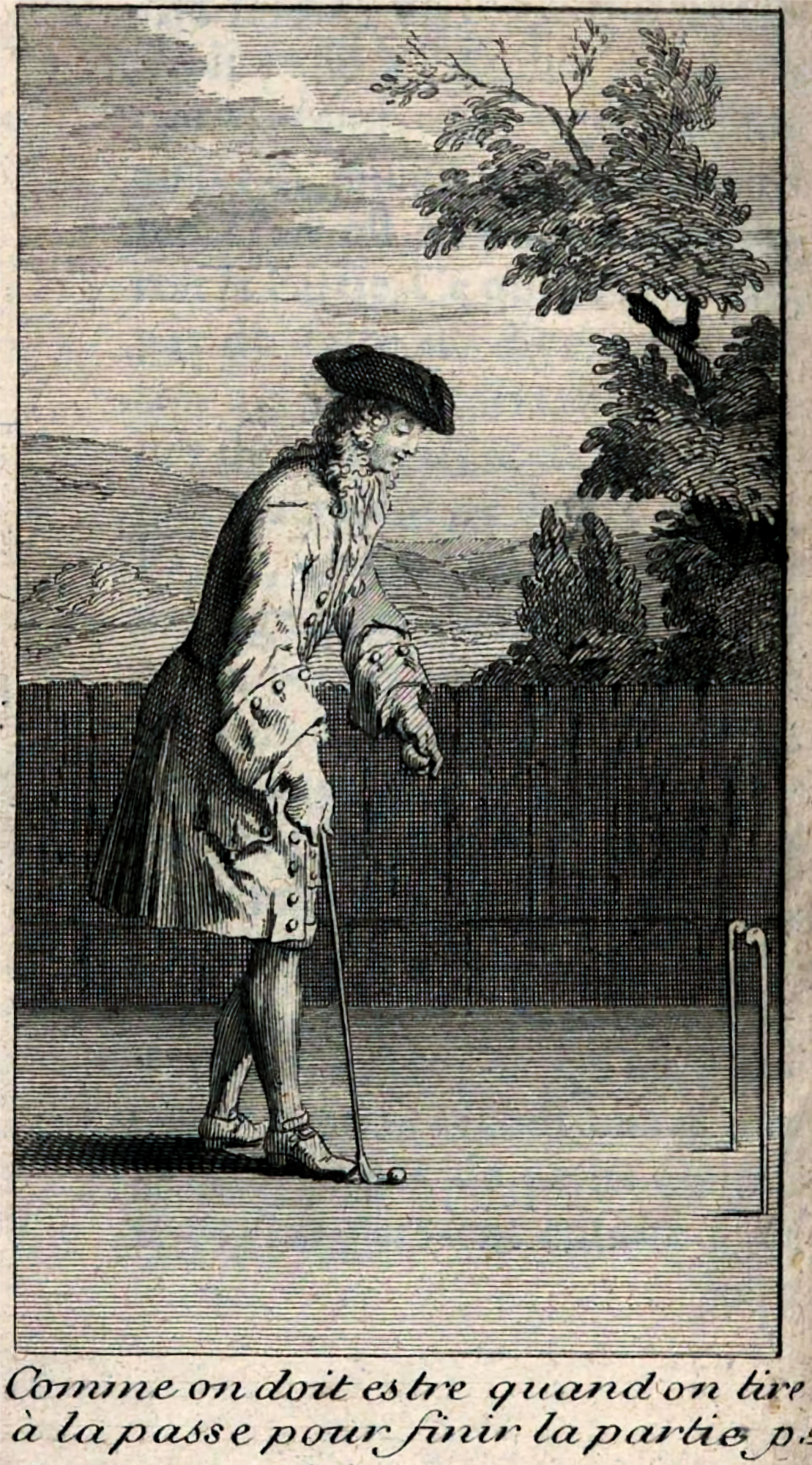
Comme on doit être quand on tire à la passe pour finir la partie
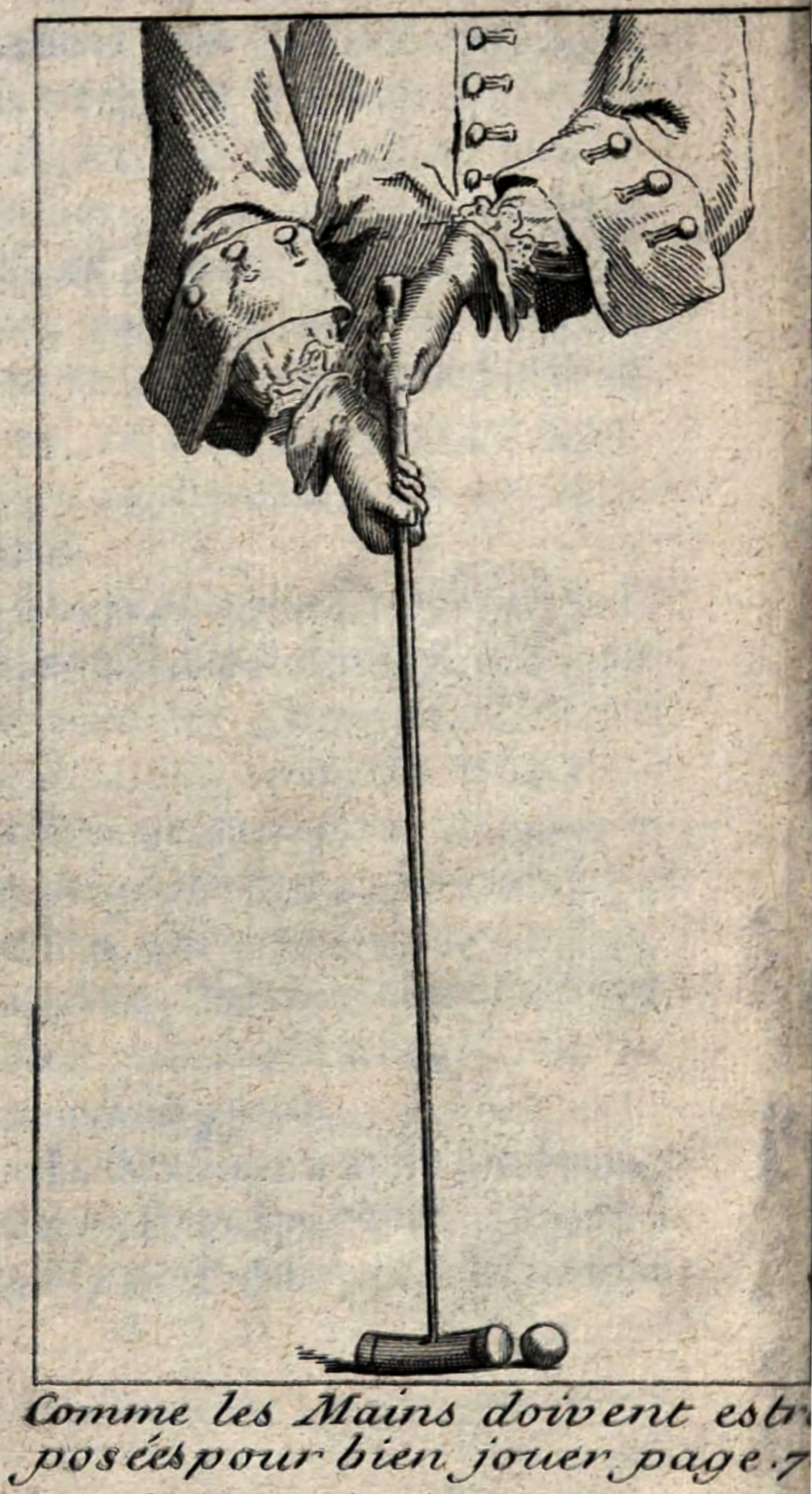
Comme les mains doivent être posées pour bien jouer

## Toponymes
Aujourd'hui, certaines villes gardent trace de cette pratique dans le nom de voies de circulation, de bâtiments ou d'autres lieux :
- arrêt Jeu de mail des abbés de la ligne 2 du tramway de Montpellier

- bâtiment Uni Mail de l'Université de Genève à Genève

- collège Jeu de mail à Montpellier

- grand mail et petit mail à Beaugency

- hôtel du Mail et jardin du Mail à Angers

- jardin du Mail à Castres
- jardin du Mail à Cholet

- mail Albert 1er à Amiens
- mail Clouseau, mail Manfred Kirchgassner, mail Pierre Charlot et mail Pierre Sudreau (ex- mail Saint-Jean) à Blois
- mail d'Allagnat à Clermont-Ferrand
- mail des Allobroges à Meaux
- mail des charmilles précéde du mail Saint Dominique à Troyes
- mail des Écoliers Les Clayes-sous-Bois
- mail des platanes et le mail de l'Hôtel-Dieu à Romorantin-Lanthenay
- mail du maréchal Leclerc à Vendôme
- mail du Mas Loubier à Limoges
- mail du Topweg à Jette
- mails est, nord, ouest et sud à Pithiviers, probablement anciens remparts de la ville
- mail Francis Chouan à L'Hermitage
- mail François Mitterrand à Rennes
- mail Françoise Dolto à Ramonville-Saint-Agne
- mail Marcel Cachin à Fontaine
- mail Marseille à Sézanne
- maliebaan à Utrecht, etc.
- Pall Mall à Londres
- Palmaille à Hambourg
- porte Maillot à Paris
- résidence du Mail à Les Clayes-sous-Bois
- square Paille-Maille à Metz
- mail Bourgchevreuil à Cesson-Sévigné

Les rues :
- avenue du Jeu de Mail à Castelnau-le-Lez
- avenue du Jeu du Mail à Pamiers
- avenue du Jeu de Mail à Viviers

- boulevard du Mail à Sens

- chemin du Jeu de Mail à Congénies
- chemin du Jeu de Mail à Lunel
- chemin du Jeu de Mail à Vallabrègues

- rue du Jeu de Mail à Carcassonne
- rue du Jeu de Mail à Dunkerque
- rue du Jeu de Mail à Générac
- rue du Jeu du Mail à Lavaur
- rue du Jeu de Mail à Montbazin
- rue du Jeu de Mail à Salin-de-Giraud
- rue du Jeu de Mail à Teyran
- allées du Mail à La Rochelle
- allée du Mail à Les Clayes-sous-Bois
- avenue du Mail à Genève
- rue du Mail à Albi
- rue du Mail à Angers
- rue du Mail à Ixelles
- rue du Mail à Lyon quartier de la Croix-Rousse
- rue du Mail à Nîmes (à l’emplacement de l'ancien jeu de mail)
- rue du Mail à Paris
- rue du Mail à Rouen
- rue du Mail à Savigny-sur-Orge
- La plaine et la colline du Mail à Neuchâtel